# Beverly Lewis
Beverly Lewis (* 17. April 1949 in Lancaster, Pennsylvania als Beverly Marie Jones) ist eine amerikanische Schriftstellerin. Mit einer Gesamtauflage von mehr als 17 Millionen Büchern ist sie die erfolgreichste Autorin von Amish Romance Novels, einem in den Vereinigten Staaten populären neuen Genre unterhaltender Liebesromane, deren Hauptfiguren Amische sind.

## Leben und Werk
Lewis’ Großmutter mütterlicherseits, Ada Ranck Buchwalter, war zwar keine Amische, aber eine Mennonitin alter Ordnung, die ihre Glaubensgemeinschaft mit 18 Jahren verließ, um einen Studenten zu heiraten, der später Prediger der Evangelical Covenant Church wurde. Auch Lewis’ Vater war Prediger. Sie wuchs mit ihren Eltern und einer Schwester in Neffsville, einem Vorort von Lancaster, Pennsylvania, auf.
Nach dem Besuch der Evangel University in Springfield, Missouri, wurde Lewis Schul- und Musiklehrerin. Sie schrieb von Kindheit an, begann aber erst zu publizieren, als ihre Kinder bereits zur Middle School gingen: zunächst in Zeitschriften, dann folgte 1993 ihr erstes Buch, Mountain Bikes and Garbanzo Beans (Band 22 in der heutigen Cul-de-sac Kids-Serie). Nachdem sie jahrelang für Kinder und Jugendliche geschrieben hatte, publizierte Lewis 1997 erstmals einen Roman für Erwachsene, The Shunning (1997), in dem sie frei die Geschichte ihrer mennonitischen Großmutter nacherzählt. Das Buch wurde ein Bestseller, erreichte eine Auflage von mehr als 1 Mio. Exemplaren und wurde fürs Fernsehen verfilmt. Lewis, deren Romanhandlungen stets in Lancaster County angesiedelt sind, gilt als Erfinderin und wichtigste Vertreterin der Amish Romance Novel („Amischer Liebesroman“), der mit authentischer amischer Literatur freilich nichts zu tun hat, sondern Versatzstücke der amischen Lebenswelt verwendet, um serielle Unterhaltungsliteratur hervorzubringen, die literaturhistorisch in der Tradition der modernen christlichen Fiction und der Bodice Ripper steht. Lewis hat zahlreiche Nachahmerinnen gefunden, unter denen Cindy Woodsmall und Wanda Brunstetter die bekanntesten sind.
Lewis hat insgesamt mehr als 80 Bücher veröffentlicht. Ihre Romane wurden in 11 Sprachen übersetzt, auch ins Deutsche. Ihr Roman The Thorn (2010) gelangte bereits im Monat seines Erscheinens auf Platz 11 der Taschenbuch-Bestsellerliste der New York Times.
Lewis hat drei erwachsene Kinder und lebt mit ihrem Mann David in Monument, Colorado. Sie ist Mitglied der National League of American Pen Women und der Society of Children’s Book Writers and Illustrators.

## Veröffentlichungen

### Romane
- Heritage of Lancaster County-Serie (deutsch: Das Schicksal der Katie Lapp):
  - The Shunning (1997; deutsch: Was auch geschehen mag, 1998)
  - The Confession (1997; deutsch: Kannst du mir vergeben?, 1999)
  - The Reckoning (1998; deutsch: Werden wir uns finden?, 2000)
- The Redemption of Sarah Cain (Juli 2000; deutsch: Die Erlösung der Sarah Cain, 2002)
- Amish Country Crossroads-Serie:
  - The Postcard (1999; deutsch: Postkarte zum Glück/Postkarte ins Glück, 2001)
  - The Crossroads (1999; deutsch: Dem Glück entgegen, 2001)
  - Sanctuary (2001; deutsch: Zuflucht für Melissa James, 2002)
- October Song (September 2001; deutsch: Ein Lied im Oktober, 2003)
- Abram’s Daughters-Serie:
  - The Covenant (August 2002; deutsch: Das Gelübde, 2003)
  - The Betrayal (August 2003; deutsch: Der Betrug, 2004)
  - The Sacrifice (April 2004; deutsch: Das Opfer, 2005)
  - The Prodigal (September 2004; deutsch: Die Wiederkehr, 2005)
  - The Revelation (Mai 2005; deutsch: Die Enthüllung, 2006)
- Annie’s People-Serie:
  - The Preacher’s Daughter (Oktober 2005; deutsch: Die Tochter des Predigers, 2006)
  - The Englisher (April 2006; deutsch: Der Englische, 2007)
  - The Brethren (September 2006; deutsch: Die Brüder, 2007)
- Summerhill Secrets, 2 Bände (September 2007)
- The Courtship of Nellie Fisher-Serie:
  - The Parting (September 2007; deutsch: Weil du mir fehlst, 2008)
  - The Forbidden (April 2008; deutsch: Wonach mein Herz sich sehnt, 2009)
  - The Longing (Oktober 2008; deutsch: Wohin Dein Weg mich führt, 2009)
- Seasons of Grace-Serie:
  - The Secret (März 2009; deutsch: Unter dem Mantel des Schweigens, 2011)
  - The Missing (September 2009; deutsch: Im Dunkel der Vergangenheit, 2011)
  - The Telling (April 2010; deutsch: Im Licht der Wahrheit, 2012[8])
- The Rose Trilogy:
  - The Thorn (September 2010)
  - The Judgment (April 2011)
  - The Mercy (September 2011)

### Kinder- und Jugendbücher
- Cul-de-sac Kids, 24 Bände (1995–2000)
- The Sunroom (April 1998)
- Annika’s Secret Wish (September 1999, mit Illustrationen von Pamela Querin)
- Just Like Mama (September 2002, mit Illustrationen von Cheri Bladholm)
- Holly’s Heart, 14 Bände (um 2003)
- What is Heaven Like? (September 2006, mit Illustrationen von Pamela Querin)
- In Jesse’s Shoes. Appreciating Kids with Special Needs (September 2007, mit Illustrationen von Laura Nikiel)
- Girls Only!, 2 Bände (2008)
- What is God Like? (Oktober 2008, mit Illustrationen von Pamela Querin)

### Sonstige
- The Amish Heritage Cookbook (April 2004; deutsch: Das Amisch-Kochbuch: Rezepte, Sitten und Gebräuche der Amisch, 2009)
- Amish Prayers (April 2011)

## Filmadaptionen
- Saving Sarah Cain (2007, Spielfilm mit Lisa Pepper, Regie: Michael Landon Jr.)
- The Shunning (2011, Fernsehfilm mit Danielle Panabaker, Regie: Michael Landon Jr., für Hallmark Channel)
- The Confession (2013, Fernsehfilm mit Katie Leclerc, Regie: Michael Landon Jr., für Hallmark Channel), deutscher DVD-Titel: Kannst du mir vergeben?

## Auszeichnungen
- 2007 – Christy Award für The Brethren